# Martin Summerfield
Martin Summerfield, né à Manhattan le 20 octobre 1916 et mort à Hightstown, New Jersey le 18 juillet 1996 est un physicien et ingénieur américain connu pour ses travaux en combustion et en ingénierie et technologie spatiale. Il est le cofondateur de la société Aerojet Engineering Corporation (aujourd'hui Aerojet Rocketdyne) et a dirigé le laboratoire de combustion et de propulsion de l'université de Princeton,,.

## Biographie
Après l'obtention d'un BSc en physique au Brooklyn College il soutient une thèse en spectroscopie au California Institute of Technology en 1941, sous la direction de John Donovan Strong.
Avant la soutenance il commence à travailler sur les problèmes de rayonnement dans les gaz chauds avec Theodore von Kármán au laboratoire d'aéronautique Guggenheim du California Institute of Technology (GALCIT) pour la propulsion par fusée. À partir de 1940 il travaille sur la propulsion liquide. Le projet aboutira en 1942 avec un test de propulseur en vol sur un Douglas A-20 Havoc.
À cette époque il fonde la société Aerojet Engineering Corporation à Azusa avec von Kármán, Frank Malina, Edward Forman (en), Andrew Haley (en) et John Parsons. Cette entreprise grossit rapidement et est revendue. En 1945 Summerfield revient au GALCIT, devenu le Jet Propulsion Laboratory.
En 1949, il va à l'université Princeton pour devenir professeur et rédacteur en chef de la nouvelle série de publications consacrées à la propulsion. En 1952, il cède la direction éditoriale à Joseph Charyk (en) et continue à exercer à plein temps comme professeur. Il travaille au Princeton University Mechanical and Aerospace Engineering Propulsion Sciences Center aux côtés de Luigi Crocco et David T. Harrje (propulsion liquide), Irvin Glassman (statoréacteurs), Robert Jahn (en) (propulsion électrique) et Jerry Grey (propulsion nucléaire) qui font de ce laboratoire un des plus importants du domaine.
Entre temps, en 1950, Summerfield adhère à l'American Rocket Society, créée depuis peu, et dont il s'occupe des publications. Il en est le directeur jusqu'à la fusion avec l'Institute of Aerospace Sciences en 1963.
En 1975 Summerfield crée la société Princeton Combustion Laboratory, rachetée en 1994 par Lockheed Martin, date à laquelle il réduit considérablement son activité.

## Distinctions
- Prix George Edward Pendray de l'AIAA en 1954[6].
- Prix James Hart Wyld de l'AIAA en 1977.
- Membre de l'Académie nationale d'ingénierie des États-Unis en 1979[7].
- Fellow honoraire de l'AIAA en 1996.
- l'AIAA a créé un prix étudiant qui porte son nom[8].